# FLOURISH
『FLOURISH』は、Spiral Lifeの3枚目のスタジオ・アルバム。1995年6月25日にポリスターよりリリースされた。
2008年12月17日にSHM-CDで再発。

## 概要
前作より2ヶ月ぶり、オリジナルアルバムとしては最後となるアルバム。本作発売の9ヶ月後に活動を休止した。
最も売れたアルバム。

## 収録曲
全曲作詞・作曲：FREAKS OF GO GO SPECTATORS、編曲：Spiral Life
1. GARDEN
7th（ラスト）シングル。アルバム発売の2ヶ月後にリカットシングルとして発売。全編英語歌詞の曲である。
テレビ東京系バラエティ番組『浅草橋ヤング洋品店』オープニングテーマ
2. FLOWER CHILD -0113-
3. MAYBE TRUE (RON SAINT GERMAIN REMIX)
6thシングル
テレビ朝日系『Mew』オープニングテーマ
4. I SAW THE LIGHT　-KALEIDOSCOPE WORLD-
5. STEP TO FAR
6. TRUST ME
6thシングルカップリング
7. DANCE TO GOD
8. CHEEKY
7thシングルカップリング
9. LET ME BE
10. HERSEE'S CHOCOLATE -BRASSED REMIX-
11. NERO